# Parque Nacional da Ilha do Príncipe Eduardo

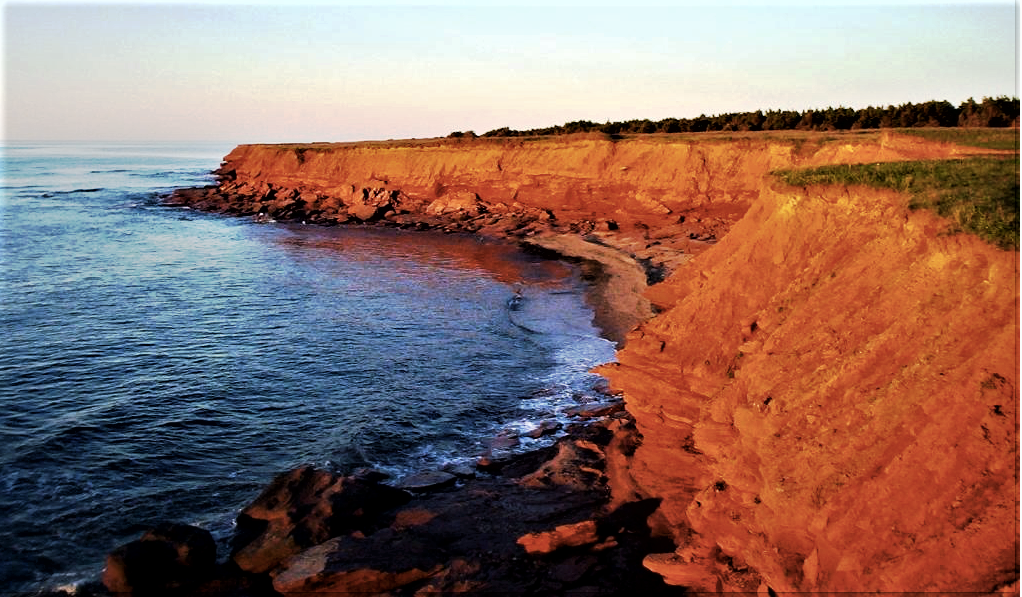
Parque Nacional da Ilha do Príncipe Eduardo

O Parque Nacional da Ilha do Príncipe Eduardo localiza-se no norte da província Ilha do Príncipe Eduardo, em frente ao Golfo de São Lourenço, Canadá. Tem uma extensão de aproximadamente 60 km e foi fundado em 1937.